# Moraga de virosta
La moraga de virosta (Paragyromitra infula), també anomenada bolet de greix de tardor, és una espècie de fong ascomicot de l'ordre dels pezizals (Pezizales). És una moraga del grup de les orelles de gat.